# Conocybe filaris
Conocybe filaris (Elias Magnus Fries, 1884 ex Robert Kühner, 1935), sin. Pholiotina filaris (Elias Magnus Fries, 1884 ex Rolf Singer, 1936), este o specie de ciuperci des întâlnită saprofită și letală din încrengătura Basidiomycota, în familia Bolbitiaceae și de genul Conocybe, denumită în popor ciupercă de gazon. În România, Basarabia și Bucovina de Nord trăiește, de la câmpie la munte, în mod frecvent pe gazon, dar și pe mușchi mort, prin pajiști, parcuri, grădini, în locuri ierboase ale pădurilor de foioase, chiar și pe mulci. Timpul apariției este din (august) septembrie până în noiembrie.

## Taxonomie

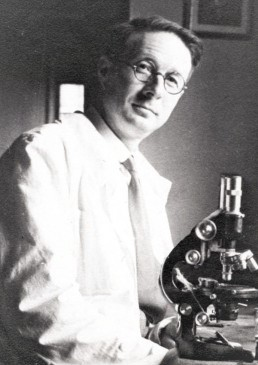
Robert Kühner

Numele binomial a fost determinat drept Agaricus togularis  var. filaris de renumitul savant suedez Elias Magnus Fries în volumul II al operei sale Icones selectae hymenomycetum nondum delineatorum editat postum în 1884.
Micologul și profesorul de științe naturale francez de proveniență germană Robert Kühner (1903-1996) a transferat specia la genul Conocybe sub taxonul curent valabil Conocybe filaris, de verificat în volumul 7 al Encyclopedia Mycologia din 1935.
Un an mai târziu, în 1936, micologul german Rolf Singer a redenumit specia în Pholiotina filaris, documentat în volumul 56 al Beiheft zum Botanischen Centralblatt, un nume tot mai folosit în unele cărți micologice.
Celelalte încercări de redenumire (vezi infocaseta) sunt acceptate sinonim.
Epitetul se trage din cuvântul latin (latină filaris=ațos).

## Descriere

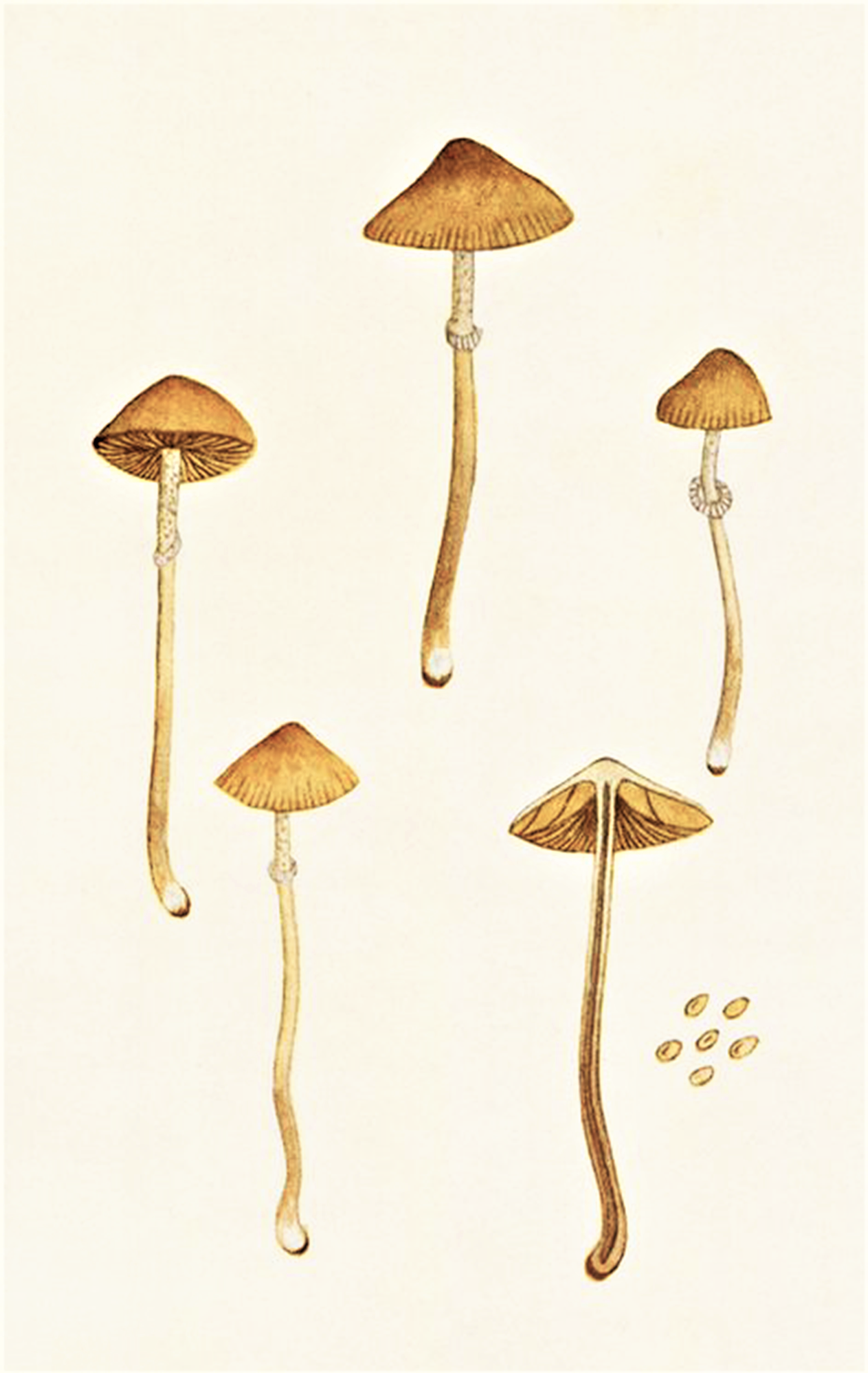
Bres.: Pholiota togularis

- Pălăria: are un diametru de 1,5-4 (5) cm, este subțire, ațoasă, dar fragedă, higrofană, inițial în formă de clopot sau turtit conică, devine cu timpul convexă, uneori aproape aplatizate cu un mic gurgui central. Marginile pot fi puțin ondulate la bătrânețe. Cuticula netedă și mată, spre margine striată de la mijloc, în vârstă rugoasă este spre margine mereu umedă. Coloritul variază de la ocru-auriu, peste galben-maroniu, ocru închis până la brun deschis, fiind pe vreme umedă brun-roșiatic.
- Lamelele: sunt subțiri, distanțate, destul de înalte, bifurcate, aderente la picior și cu muchii dințate, fiind inițial acoperite de un văl parțial albicios. Coloritul este la început bej-albicios, dar devine repede ocru-gălbui până la palid ruginiu.
- Piciorul: are o înălțime de  5-8 cm și o lățime de 0,3-0,4 (0,5) cm, este cilindric, adesea ușor îndoit,  slab fibros și gol pe dinăuntru. În tinerețe se află între picior și pălărie o cortină albicioasă care formează un inel pielos, canelat grosolan, bine vizibil în tinerețea ciupercii, dar trecător. Coloritul este dedesubtul manșetei albicios până ocru-gălbui, spre bază mai închis, nu rar cu pete murdar brune, iar în partea de sus albicios-gălbui, adesea presărat cu punctulețe maronii.
- Carnea: este subțire și ceva fibroasă, totuși fragedă și de colorit ocru. Nu se decolorează după tăiere. Mirosul este imperceptibil, iar gustul blând.[4][5]
- Caracteristici microscopice: are spori netezi, ovoidali până slab elipsoidali cu pereți subțiri și un por de germen precum de un colorit ocru palid, având o mărime de 7,5 (9)-10 (12) × 5–6 (7) microni. Pulberea lor este ocru-brună. Basidiile cu (2)-4 sterigme în formă de măciucă măsoară 25-30 x 8-10 microni.[10] Cheilocistidele (elemente sterile situate pe muchia lamelor) au forma de sticlă.
- Reacții chimice: nu sunt cunoscute.[4][5]

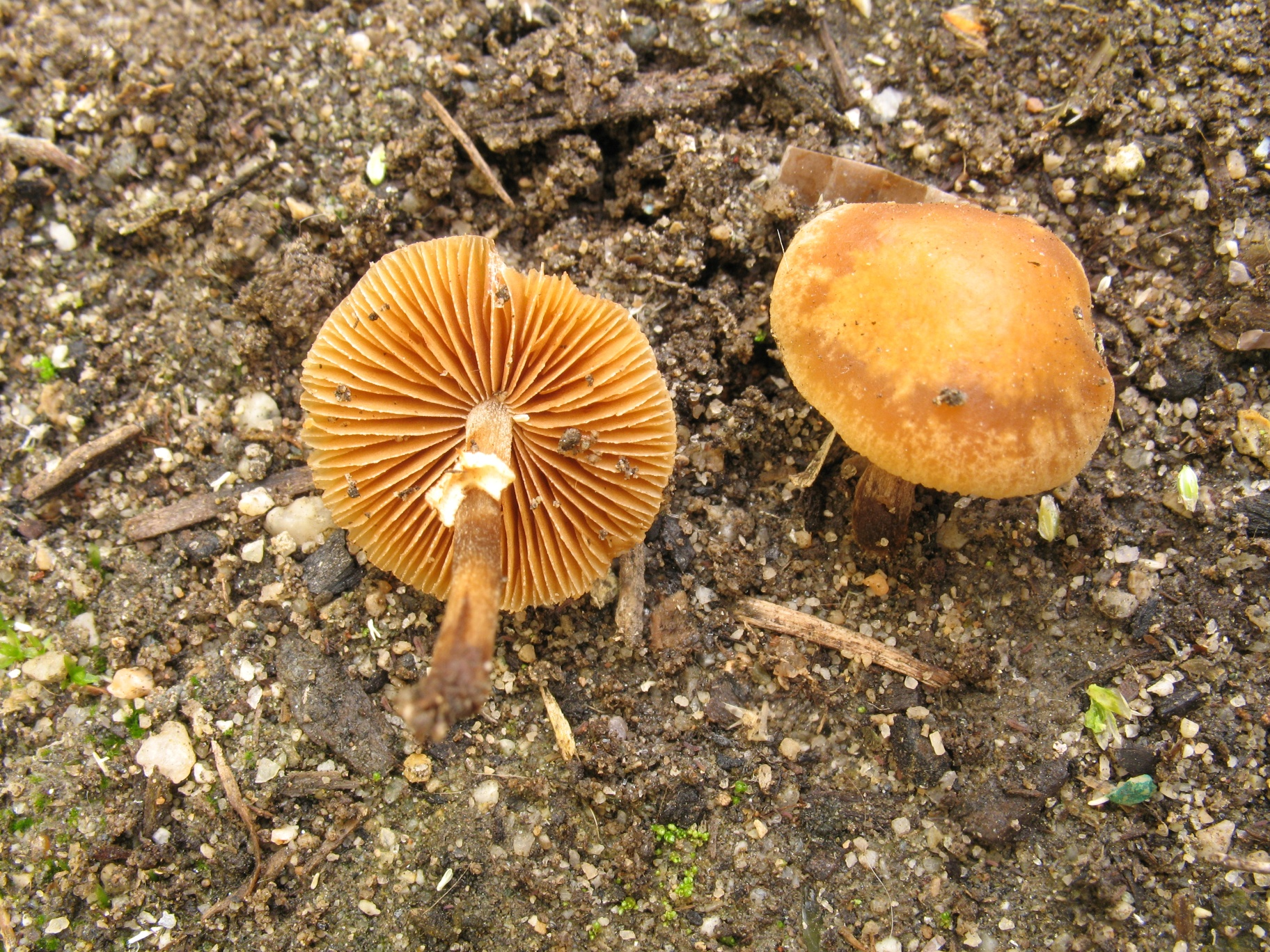
C. filaris pălărie, lamele și picior
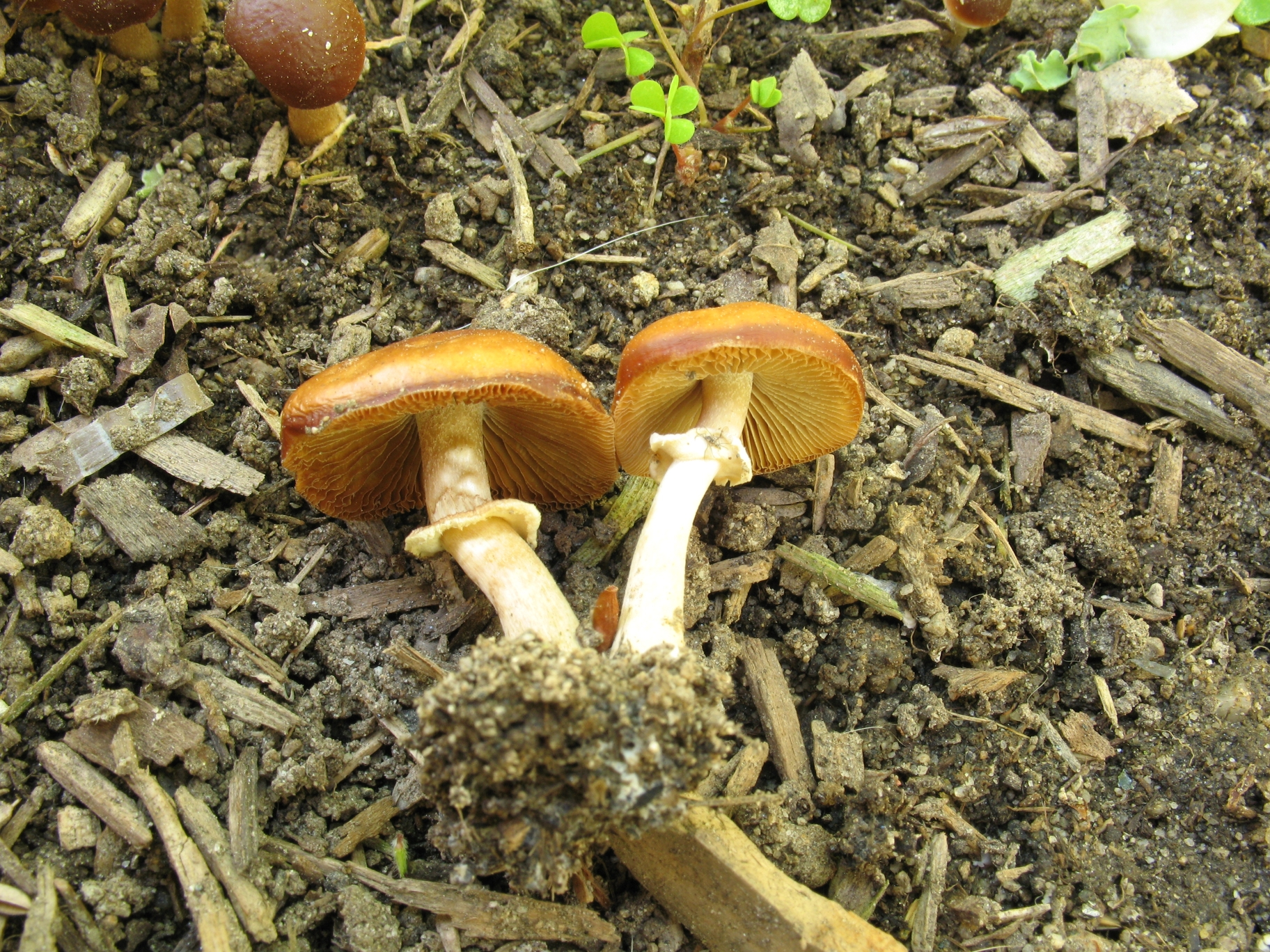
C. filaris ceva mai tinere, lamele picior și inel
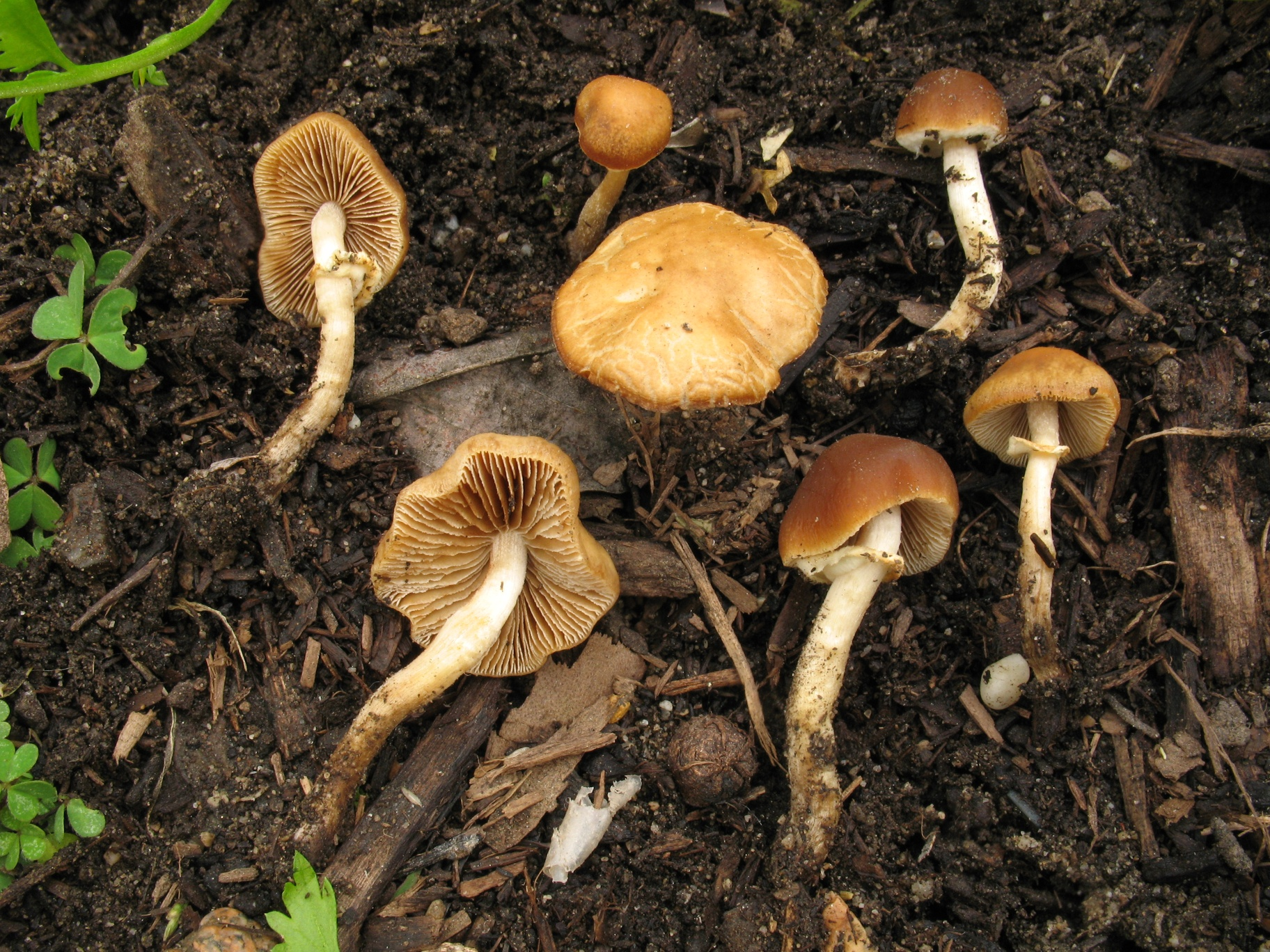
. filaris, stadii de evoluție

## Toxicitate
Această ciupercă pare inofensivă, însă conține aceleași toxine precum cea de Amanita phalloides, provocând sindromul faloidian și reprezentând astfel o reală amenințare la sănătatea și la viața omului. Ingerată chiar și în cantități mici (1-2 ciupercuțe), devine letală. Micotoxina principală din ciuperca de gazon este amatoxina. Simptomele se instalează la 6-24 de ore de la ingerare. În această primă fază, ingestia acestor ciuperci are aceleași simptome ca gripa sau intoxicația alimentară banală. Un diagnostic greșit și tratament incorect va duce, din păcate, la faza a doua. Pacientul pare să își revină, dar în scurt timp simptomele reapar cu potențial fatal, asociate stresului gastrointestinal și distrugerii ficatului sau rinichilor.

## Confuzii
Ciuperca de gazon poate fi confundată de exemplu cu Conocybe aporos sin. Pholiotina aporos (necomestibilă), Conocybe arhenii sin. Pholiotina arhenii (letală), Conocybe blattaria sin. Pholiotina vexans (necomestibilă) + imagini, Conocybe mairei sin. Conocybe mairei (letală) + imagini, Conocybe rickenii (otrăvitoare), Conocybe vestita sin. Pholiotina vestita (necomestibilă), Cortinarius flexipes (otrăvitor), Galerina marginata (letală) sau chiar și cu bureții excepționali de condimentare cu miros puternic de usturoi, anume Mycetinis alliaceus sin. Marasmius alliaceus și Mycetinis scorodonius sin. Marasmius scorodonius.

## Specii de ciuperci asemănătoare în imagini

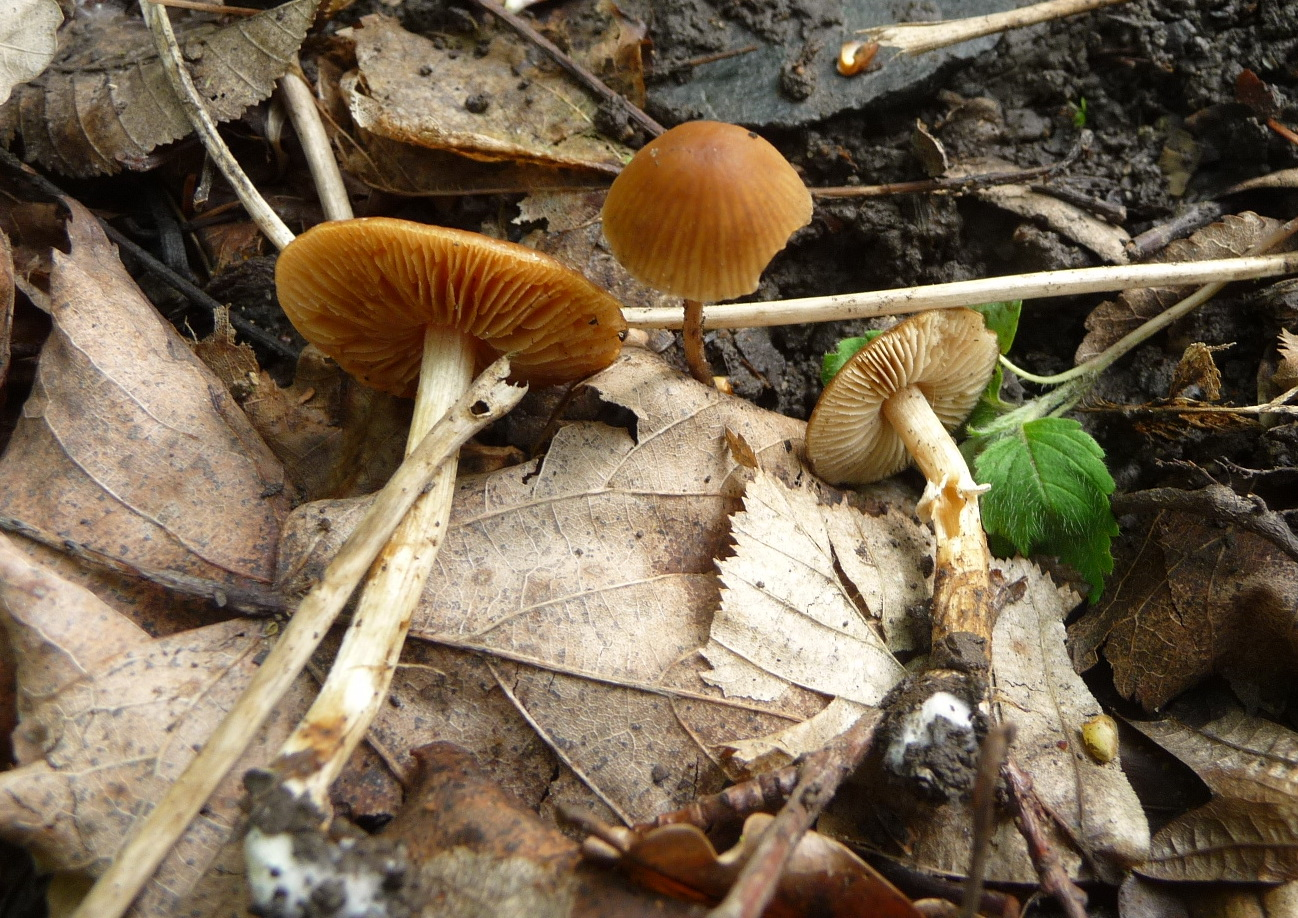
!Conocybe aporos sin. Pholiotina aporos!
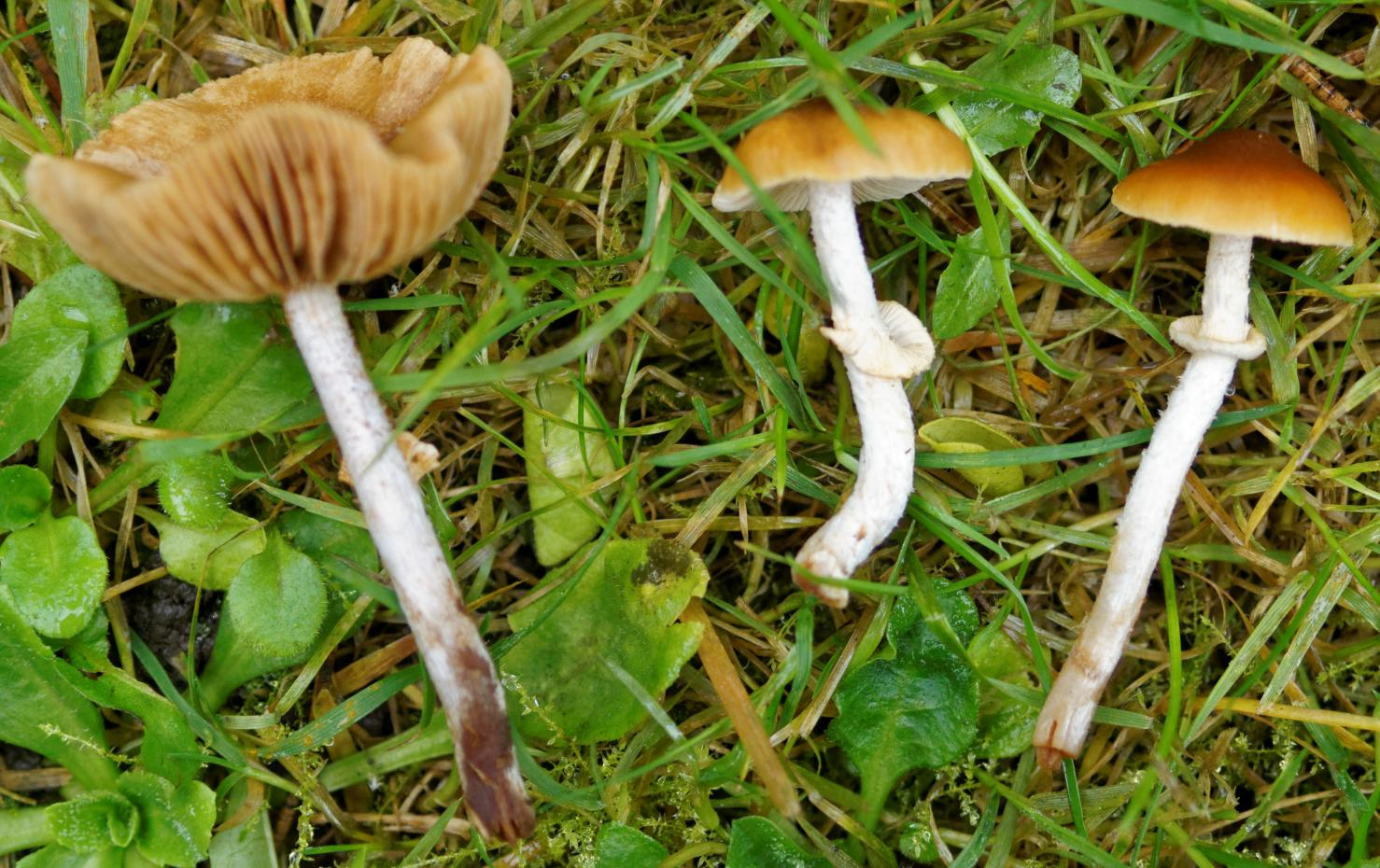
!!!Conocybe arhenii sin. Pholiotina arhenii!!!
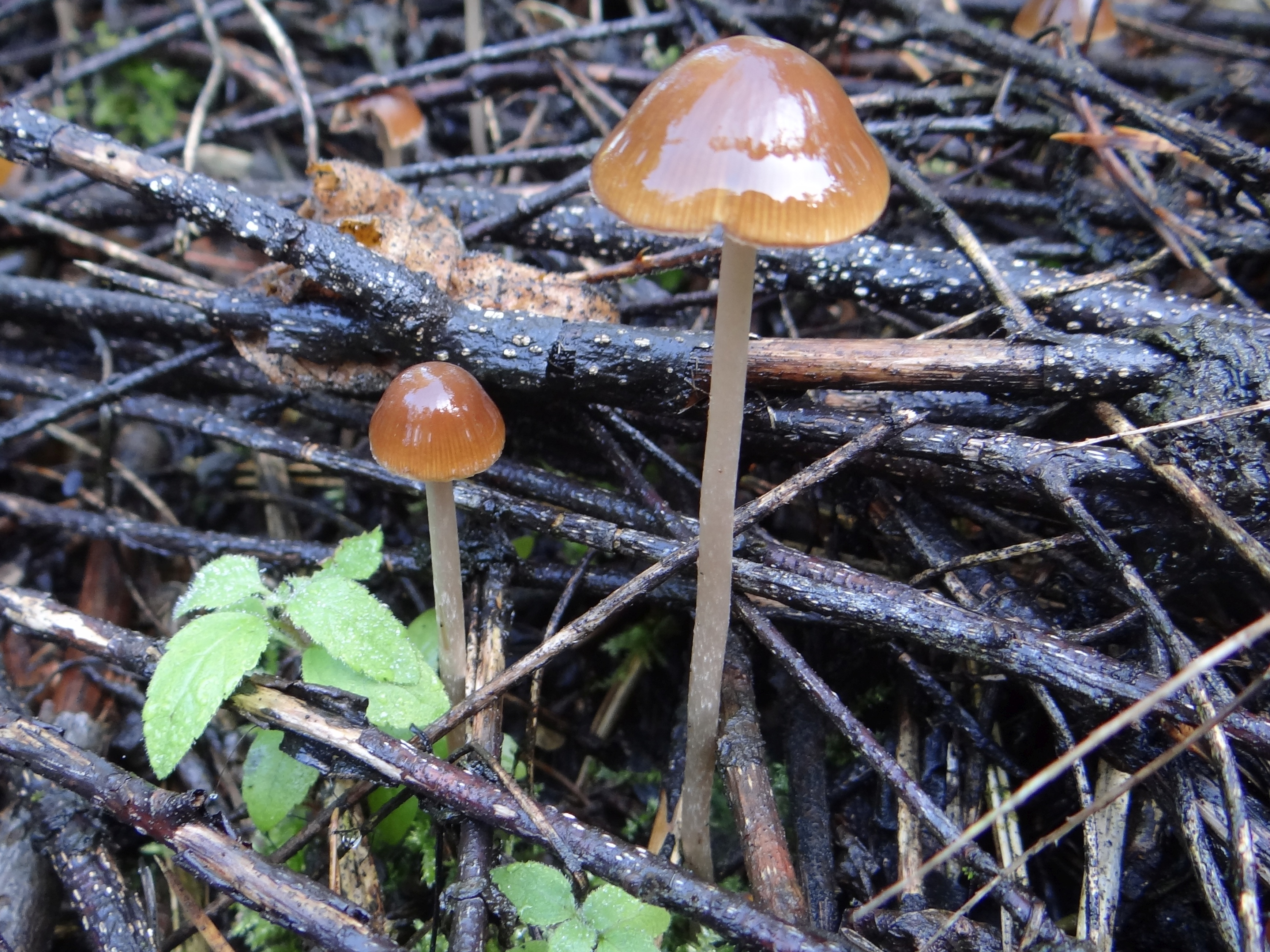
!!Conocybe rickenii!!
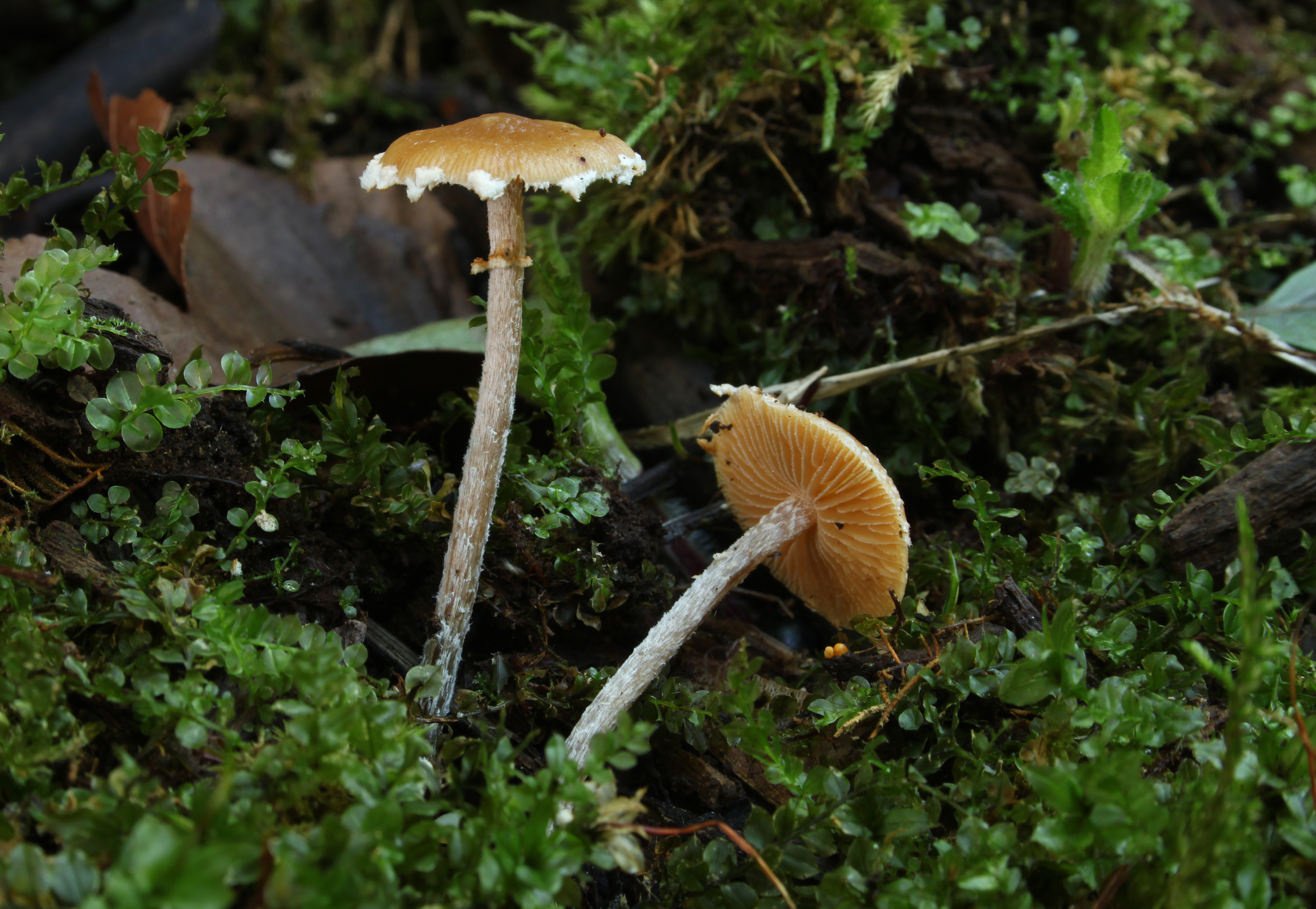
!Conocybe vestita sin. Pholiotina vestita!
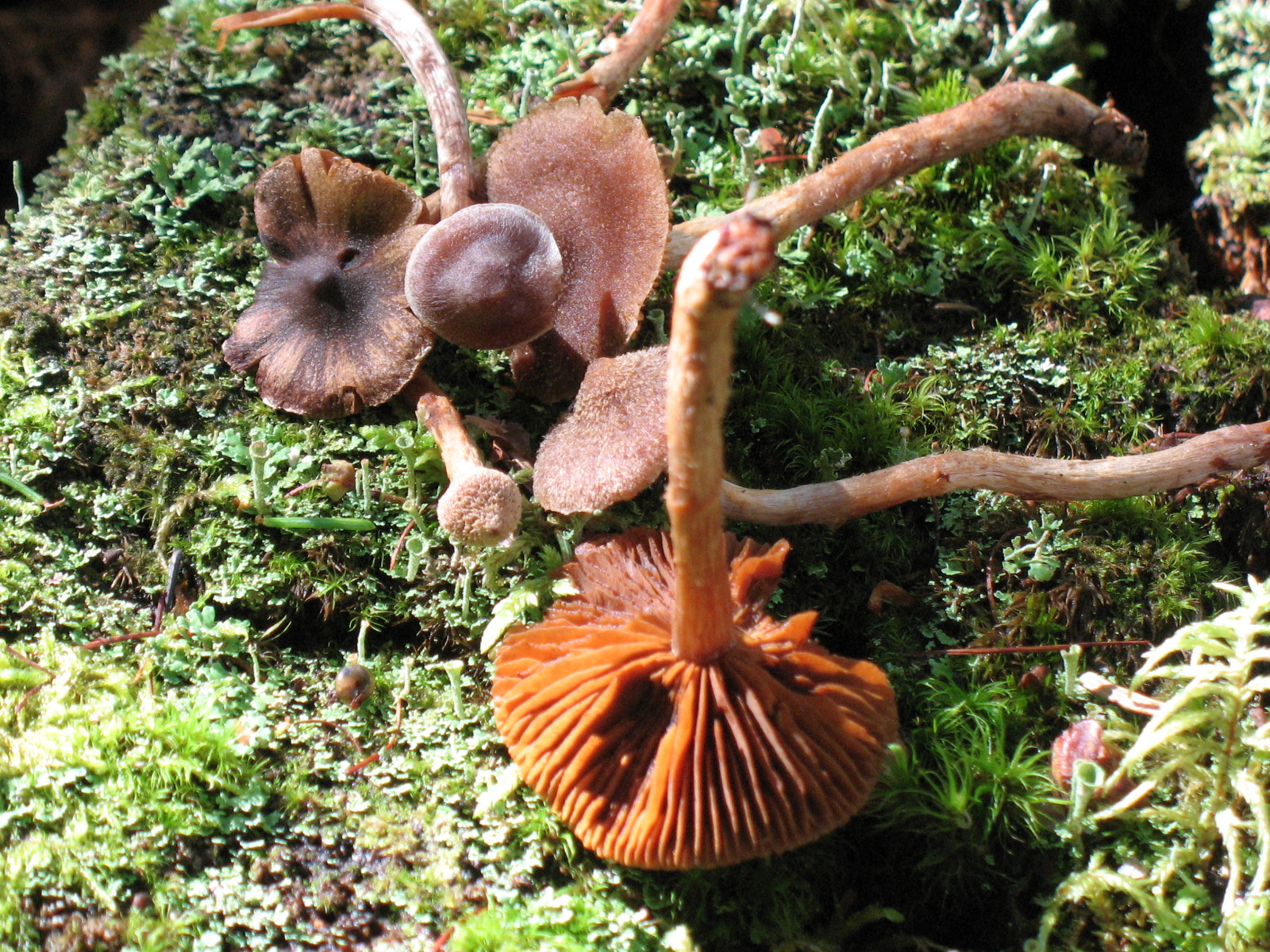
!!Cortinarius flexipes!!

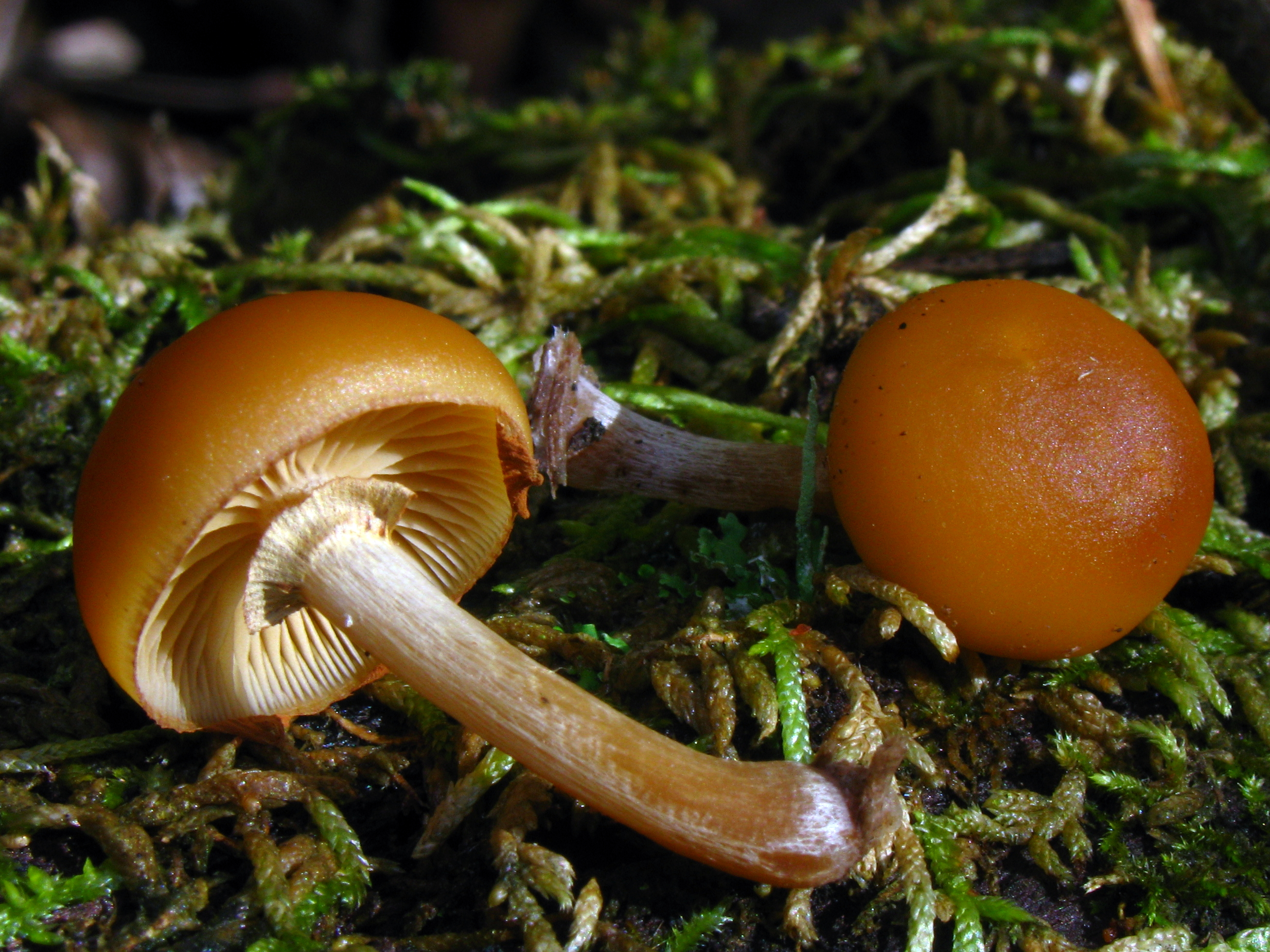
!!!Galerina marginata!!!
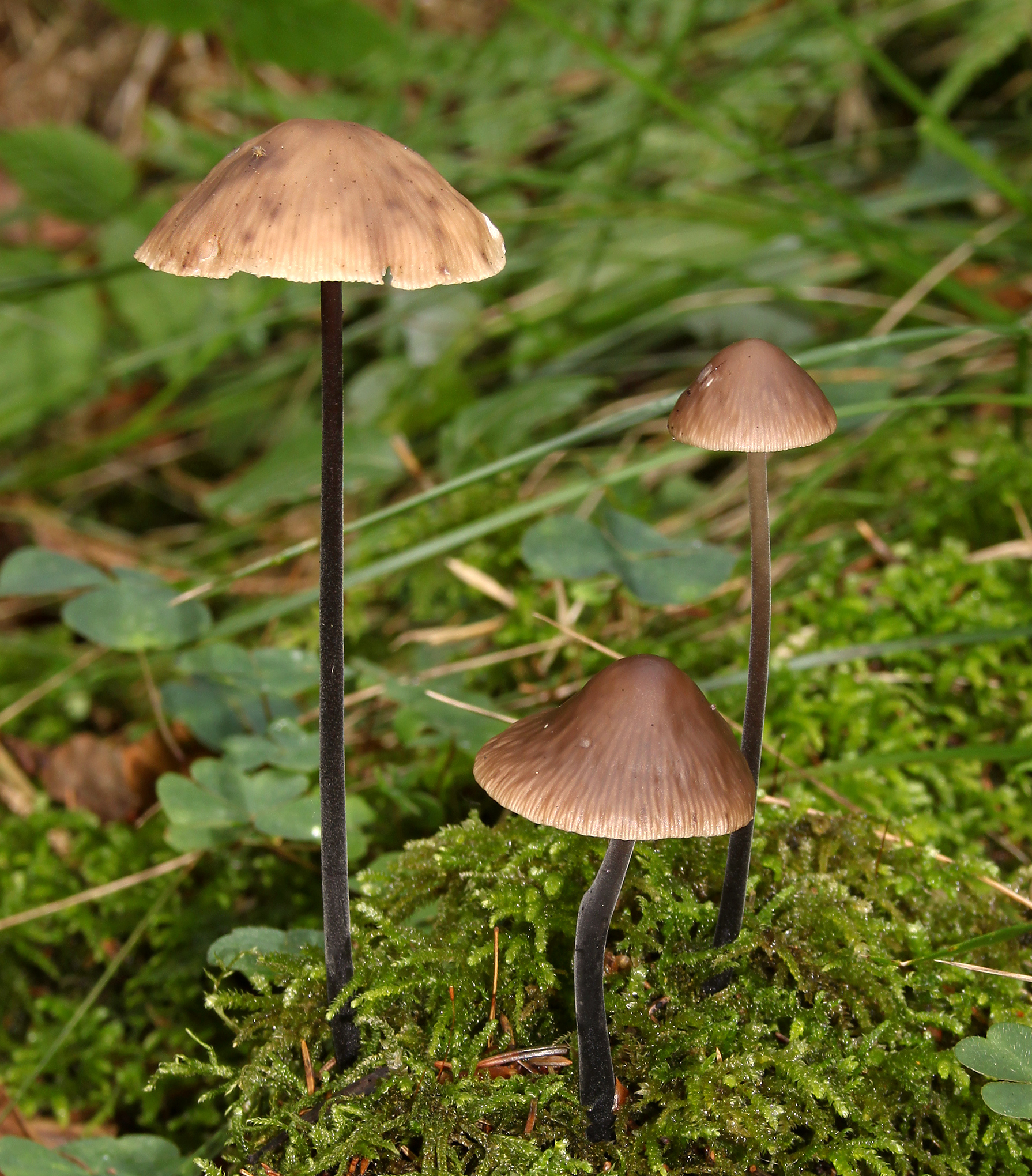
Mycetinis alliaceus
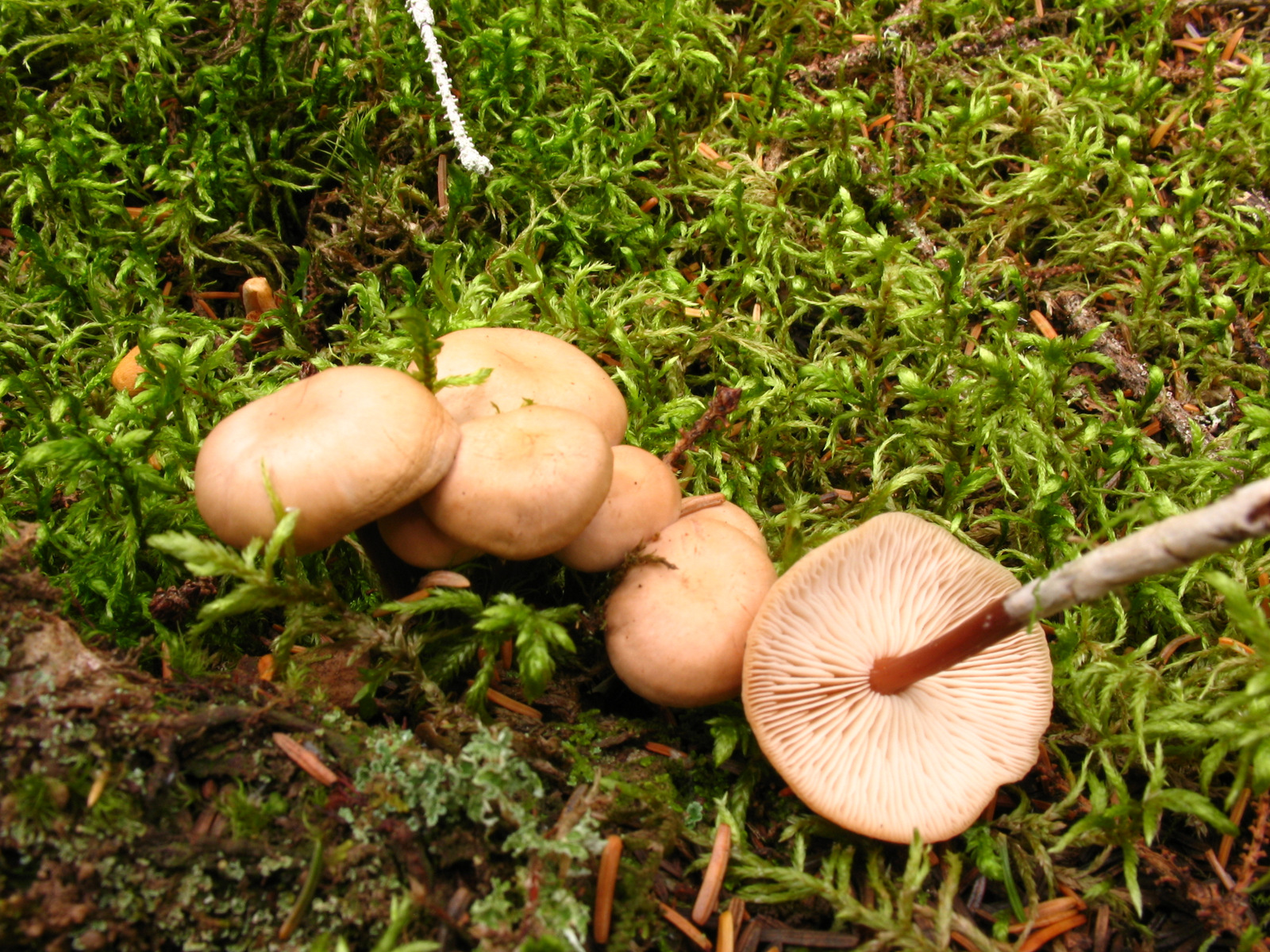
Mycetinis scorodonius sin. Marasmius scorodonius